# Федорук, Николай Трофимович
Николай Трофимович Федорук (укр. Микола Трохимович Федорук; 20 марта 1954, Песочное, Волынская область — 7 мая 2025) — украинский политический и государственный деятель. Бывший городской голова Черновцов. Народный депутат Украины.

## Образование
В 1976 году окончил Львовский политехнический институт по специальности «Полупроводниковые и электронные приборы», инженер электронной техники.

В 1991 году — Киевский институт политологии и социального управления по специальности «Теория социально-политических отношений», политолог, преподаватель социально-политических дисциплин в высших и средних учебных заведениях.

## Карьера
В 1976—1977 годах — инженер-технолог Черновицкого завода «Гравитон» Министерства электронной промышленности СССР.
В 1977—1979 годах — секретарь комитета комсомола Черновицкого завода «Гравитон».
В 1979—1981 годах — первый секретарь Первомайского райкома ЛКСМ Украины Черновцов.
В 1981—1985 годах — второй секретарь, первый секретарь Черновицкого обкома ЛКСМ Украины.
В 1985—1986 годах — начальник цеха Черновицкого завода «Гравитон».
В 1986—1987 годах — второй секретарь Первомайского райкома Компартии Украины (Черновцы).
В 1987—1994 годах — председатель исполкома Первомайского районного совета народных депутатов (Черновцы).
В 1994—1998 годах — председатель Черновицкого городского совета.
В 1998—2011 годах — Черновицкий городской голова.
Пять раз на выборах городского головы Черновцов побеждал со значительным отрывом от соперников. Был вице-президентом Ассоциации городов Украины (председатель комиссии, председатель секции исторических городов).

31 марта 2011 года — 42 из 60 депутатов Черновицкого горсовета , ВО «Батькивщина» и «Наша Украина») проголосовали за досрочное прекращение полномочий Николая Федорука на должности городского головы.

С 12 декабря 2012 по 27 ноября 2014 года — народный депутат Украины VII созыва от партии Всеукраинское объединение «Батькивщина» по одномандатному мажоритарному избирательному округу № 201. В Верховной Раде стал членом Комитета по вопросам государственного строительства и местного самоуправления.

Беспартийный.
С 27 ноября 2014 по 29 августа 2019 года — народный депутат Украины VIII созыва от партии «Народный Фронт» по одномандатному мажоритарному избирательному округу № 201.
25 декабря 2018 года включён в санкционный список России.

## Награды
Дважды награждён орденом «За заслуги»:
- III степени (7 декабря 2000)[5]
- I степени (1 октября 2008)[6]